# 1901 County Championship
Navigation
Édition précédente Édition suivante
Le 1901 County Championship fut le douzième County Championship et se déroule du 6 mai au 4 septembre 1901. Le Yorkshire remporta le championnat pour la cinquième fois et la deuxième de façon consécutive. Middlesex a terminé deuxième.

## Tableau final
Un point a été accordé pour une victoire et un point a été enlevé pour chaque défaite, donc:
- 1 pour une victoire
- 0 pour un match nul
- -1 pour une défaite

| Equipe                 | Pld | W  | L  | D  | A | Pts | Fin | %Fin    |
| ---------------------- | --- | -- | -- | -- | - | --- | --- | ------- |
| Yorkshire              | 28  | 20 | 1  | 6  | 1 | 19  | 21  | 90.48   |
| Middlesex              | 18  | 6  | 2  | 10 | 0 | 4   | 8   | 50.00   |
| Lancashire             | 28  | 11 | 5  | 12 | 0 | 6   | 16  | 37.50   |
| Sussex                 | 24  | 8  | 4  | 12 | 0 | 4   | 12  | 33.33   |
| Warwickshire           | 16  | 7  | 4  | 5  | 0 | 3   | 11  | 27.27   |
| Surrey                 | 28  | 7  | 6  | 14 | 1 | 1   | 13  | 7.69    |
| Hampshire              | 18  | 6  | 6  | 6  | 0 | 0   | 12  | 0.00    |
| Kent                   | 22  | 7  | 7  | 7  | 1 | 0   | 14  | 0.00    |
| Nottinghamshire        | 20  | 5  | 6  | 8  | 1 | -1  | 11  | -9.09   |
| Essex                  | 22  | 4  | 5  | 12 | 1 | –1  | 9   | –11.11  |
| Worcestershire         | 22  | 7  | 10 | 4  | 1 | –3  | 17  | –17.65  |
| Leicestershire         | 20  | 4  | 10 | 5  | 1 | –6  | 14  | –42.86  |
| Somerset               | 18  | 4  | 10 | 3  | 1 | –6  | 14  | –42.86  |
| Gloucestershire        | 24  | 3  | 10 | 11 | 0 | –7  | 13  | –53.85  |
| Derbyshire             | 20  | 0  | 13 | 7  | 0 | –13 | 13  | –100.00 |
| Source: CricketArchive |     |    |    |    |   |     |     |         |

### Résumé statistique
| Most runs | Most runs | Most runs          | Most runs  |
| Aggregate | Average   | Joueur             | Comté      |
| --------- | --------- | ------------------ | ---------- |
| 2,605     | 60.58     | Johnny Tyldesley   | Lancashire |
| 2,382     | 74.43     | C. B. Fry          | Sussex     |
| 2,264     | 50.31     | Bobby Abel         | Surrey     |
| 2,067     | 76.55     | K. S. Ranjitsinhji | Sussex     |
| 2,039     | 58.25     | Tom Hayward        | Surrey     |
| Source:   |           |                    |            |

| Most wickets | Most wickets | Most wickets      | Most wickets    |
| Aggregate    | Average      | Joueur            | Comté           |
| ------------ | ------------ | ----------------- | --------------- |
| 196          | 13.59        | Wilfred Rhodes    | Yorkshire       |
| 135          | 16.75        | George Hirst      | Yorkshire       |
| 126          | 20.00        | Fred Tate         | Sussex          |
| 118          | 22.56        | Frederick Roberts | Gloucestershire |
| 115          | 23.25        | Charlie Llewellyn | Hampshire       |
| Source:      |              |                   |                 |